# Cantó de Ploufragan
El cantó de Ploufragan (bretó Kanton Ploufragan) és una divisió administrativa francesa situat al departament de Costes del Nord a la regió de Bretanya.

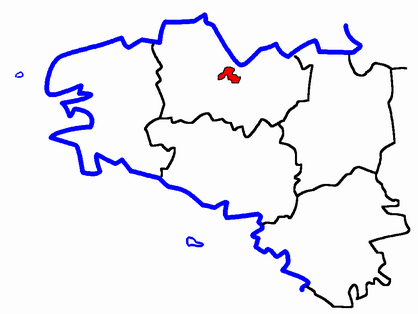
Situació del cantó

## Composició
El cantó aplega 5 comunes :
| Nom bretó           | Nom francès  | Nom gal·ló |
| Lanvealgon          | La Méaugon   | Laméaugon  |
| Pledran             | Plédran      | Plédran    |
| Ploufragan          | Ploufragan   | ---        |
| Sant-Donan          | Saint-Donan  | ---        |
| Sant-Juluan-Pentevr | Saint-Julien | ---        |

## Història
| Data d'elecció                           | Identitat       | Partit | Qualitat |
| ---------------------------------------- | --------------- | ------ | -------- |
| 2001-2008                                | Jean Derian     | PCF    |          |
| 2008-                                    | Christina Orain | PS     |          |
| les dades anteriors no són pas conegudes |                 |        |          |
|                                          |                 |        |          |